# 5G NR
5G NR (anglicky 5th Generation New Radio) je nová rádiová přístupová technologie (RAT) vyvinutá konsorciem 3GPP jako globální standard pro mobilní sítě 5G (páté generace).

## Charakteristika
5G NR pouzívá stejně jako 4G sítě modulaci OFDM. Technické detaily technologie 5G NR RAT pro LTE popisují doporučení 3GPP řady 38.

### Kmitočtová pásma
Základní rozdělení kmitočtových pásem pro 5G NR je následující:
1. Frequency Range 1 (FR1) zahrnuje pásma v rozsahu 410 až 7125 MHz (vlnové délky 42-732 mm)
2. Frequency Range 2 (FR2), kam patří rozsah 24250–52600 MHz převážně v kmitočtovém pásmu EHF s vlnovými délkami 5,7-12,5 mm.

## Vývoj
Práce na NR v rámci 3GPP byly zahájeny v roce 2015, první standard byl zveřejněn na konci roku 2017. Již během standardizačního procesu v 3GPP začaly zúčastněné firmy pracovat na implementaci infrastruktury kompatibilní s pracovní verzí standardu. Prvním mobilním operátorem, který spustil komerční 5G NR síť, byla v květnu 2018 společnost Ooredoo v Kataru.
Release 15 publikovaný konsorciem 3GPP v roce 2018 popisuje „Fázi 1“ standardizace 5G NR. Datum „zmrazení“ Release 16, „5G fáze 2“, je březen 2020, a datum dokončení červen 2020. Vydání Release 17 původně plánované na září 2021 bylo kvůli COVIDu-19 odloženo na červen 2022. Verzi 5G NR Release 17 zavedla 3GPP NR-Light pro zařízení s omezenými schopnostmi (RedCap). NR-Light, také známý jako RedCap, umožňuje provoz zařízení s nižší složitostí a nižší spotřebou energie ve srovnání s tradičními zařízeními 5G NR.

## Režimy nasazení
Počáteční spouštění 5G NR bude záviset na existující infrastruktuře 4G LTE v nesamostatném (NSA) režimu, než bude připraven samostatný (SA) režim s jádrem sítě 5G. Přitom spektrum mezi 4G LTE a 5G NR lze dynamicky sdílet.

### Nesamostatný režim
Nesamostatný (NSA) režim 5G NR je nasazení 5G NR, při kterém se pro řídicí funkce využívá řídicí rovina existující 4G LTE sítě, zatímco 5G část se týká výhradně uživatelské vrstvy; účelem je zrychlení nástupu sítí 5G, které přinese možnost obsluhy většího počtu zařízení a vyšší rychlosti datových přenosů. Prioritizaci zavádění 5G NR NSA však někteří operátoři a dodavatelé kritizovali, protože by mohlo způsobit zpožďování implementace samostatného režimu sítě (5G SA).

### Dynamické sdílení spektra
Pro lepší využití vložených investic mohou mobilní operátoři využívat dynamické sdílení mezi 4G LTE a 5G NR. Spektrum je časově multiplexováno (TDM) mezi oběma generacemi mobilních sítí, a pro řídicí funkce se stále používá síť 4G LTE podle poptávky uživatelů. Existující zařízení 4G LTE, která jsou kompatibilní s 5G NR, mohou používat Dynamické sdílení spektra (DSS). Přitom stačí, aby s DSS byl kompatibilní pouze 5G NR terminál.

### Samostatný režim
Samostatný (SA) režim 5G NR znamená, že pro signalizaci i přenos informací budou používány 5G buňky. V tomto režimu bude místo 4G Evolved Packet Core použita nová architektura 5G Packet Core, která bude umožňovat nasazení 5G bez sítě LTE. Očekává se, že bude mít nižší cenu, lepší efektivitu a bude napomáhat vývoji nových nasazení.

## Odstupy subnosných pro New Radio
5G NR podporuje pět odstupů subnosných:
| Odstup subnosných (kHz) | Trvání časového slotu (ms) | Komentář                                                                       | Kmitočtová pásma |
| ----------------------- | -------------------------- | ------------------------------------------------------------------------------ | ---------------- |
| 15                      | 1                          | stejné jako u LTE                                                              | FR1              |
| 30                      | 0,5                        |                                                                                | FR1              |
| 60                      | 0,25                       | může být používán normální cyklický prefix (CP) i rozšířený CP                 | FR1 i FR2        |
| 120                     | 0,125                      | největší odstup subnosných pro data                                            | FR2              |
| 240                     | 0,0625                     | pouze pro účely vyhledání a měření, používá Synchronization Signal Block (SSB) | FR2              |

Trvání cyklického prefixu je nepřímo úměrné odstupu subnosných. Pro odstup subnosných 15 kHz je 4,7 mikrosekundy, a pro odstup 240 kHz 4,7 / 16 = 0,29 mikrosekundy.